# Eric Pauley
Eric Pauley (* 2. Dezember 1970) ist ein ehemaliger US-amerikanischer Basketballspieler.

## Laufbahn
Der 2,08 Meter große, aus Anaheim stammende Innenspieler stand zunächst in der Hochschulmannschaft des Cypress College im US-Bundesstaat Kalifornien, dessen damaliger Trainer Don Johnson in vorherigen Jahren mit Mark Eaton und Swen Nater großgewachsene Center entscheidend gefördert hatte. In der Saison 1990/91 erzielte er 21,3 Punkte pro Begegnung. Pauleys Leistungen am Cypress College brachten ihm ein Stipendium an der University of Kansas ein. Dort spielte er von 1991 bis 1993 unter Trainer Roy Williams. Pauley wurde in insgesamt 68 Spielen in Kansas’ Hochschulmannschaft eingesetzt, er kam auf Mittelwerte von 10,3 Punkten und 4,3 Rebounds je Begegnung.
Pauley wurde während der laufenden Bundesliga-Saison 1993/94 von der SG Braunschweig unter Vertrag genommen. Er wurde in der Hauptrunde in 18 Spielen eingesetzt und erzielte im Durchschnitt 15,1 Punkte sowie 8,3 Rebounds je Partie, damit war er bester Korbschütze der Niedersachsen. In der Abstiegsrunde, in der der Klassenerhalt verpasst wurde, schraubte er seinen Punkteschnitt auf 28,2 pro Spiel hoch.
1997 wurde er Assistenztrainer an der University of Tennessee und blieb bis 2001 im Amt.